# 忘れかけてた物語
「忘れかけてた物語」（わすれかけてたものがたり）は、日本の音楽ユニット、チャラン・ポ・ランタンの楽曲。2014年7月9日にavex traxよりメジャー・デビュー・シングルとして発売された。

## 概要
2009年7月に結成されたチャラン・ポ・ランタンのメジャー・デビュー・シングル。CDシングル作品としては、インディーズ時代の『親知らずのタンゴ』以来4年5ヶ月ぶりのリリース。アルバム『テアトル・テアトル』からの先行シングル。2014年に行なわれた「チャラン・ポ・ランタンと愉快なカンカンバルカン“五月病の特効薬ツアー2014”」ツアーの仙台公演で、エイベックスからメジャーデビューすることが発表された。
「CD+DVD」「CD」の2形態でリリースされた。CDには「シングルとしてギリギリの曲数」である4曲が収録されており、この事情から「1stたらふくシングル」と銘打たれている。収録されている4曲のミュージック・ビデオが制作されている。
DVDには、ユニットのプロフィール映像と表題曲のミュージック・ビデオが収録されている。
YouTubeでは2人がavex traxとメジャー契約を交わすまでの過程を収めた動画が公開された。
2014年7月21日付のオリコン週間シングルランキングで初登場26位を記録した。

## 収録曲
| 全作詞・作曲: 小春（特記を除く）、全編曲: チャラン・ポ・ランタンと愉快なカンカンバルカン。 |                                                 |                     |                     |      |
| #                                                                                          | タイトル                                        | 作詞                | 作曲・編曲          | 時間 |
| 1.                                                                                         | 「忘れかけてた物語」                            | 小春 （特記を除く） | 小春 （特記を除く） | 3:55 |
| 2.                                                                                         | 「フランスかぶれ」                              | 小春 （特記を除く） | 小春 （特記を除く） | 3:48 |
| 3.                                                                                         | 「スーダラ節」(作詞：青島幸男 / 作曲：萩原哲晶) | 小春 （特記を除く） | 小春 （特記を除く） | 3:46 |
| 4.                                                                                         | 「私の宇宙」                                    | 小春 （特記を除く） | 小春 （特記を除く） | 4:19 |
| 合計時間:                                                                                  | 合計時間:                                       | 15:48               |                     |      |

| #  | タイトル                          | 作詞 | 作曲・編曲 |
| -- | --------------------------------- | ---- | ---------- |
| 1. | 「チャラン・ポ・ランタンが行く!」 |      |            |
| 2. | 「忘れかけてた物語 (Video Clip)」 |      |            |

## 曲の解説
1. 忘れかけてた物語
  - TBS「夏サカス2014 デリシャカス〜番組グルメでおもてなし〜」テーマソング[5]

レーベル側より「デビュー曲と言うことで自己紹介のような楽曲」をリクエストされて制作された楽曲。楽曲にはバックバンド「カンカンバルカン」のホーン・セクションがフィーチャーされている[3]。
2. フランスかぶれ
楽曲自体は、2013年11月に青山円形劇場で行なわれたライブよりも前に制作され、メロディと歌詞は小春が自転車に載っている際に作られた。歌詞には、本人達の日常がそのまま描かれている箇所が存在する[6]。歌詞には映画『アメリ』が出てくる。
直後にリリースされたアルバム『テアトル・テアトル』には収録されず、ベスト・アルバム『いい過去どり』でアルバム初収録となった。
3. スーダラ節
  - ハナ肇とクレージーキャッツのカバー曲

ライブで披露しており、好評を得ていた[4]。アルバム未収録曲。
ミュージック・ビデオは、OK横丁の全面協力のもとで制作された[7]。
4. 私の宇宙
歌詞は、小春の幼少期の思い出をモチーフとしている[4]。

## 収録アルバム
忘れかけてた物語
- テアトル・テアトル
- いい過去どり

フランスかぶれ
- いい過去どり

私の宇宙
- テアトル・テアトル
- いい過去どり